# ニコラ・ルッチ
ニコラ・ルッチ（Nicola Rucci, 1909年1月9日 - 1992年7月24日）は、イタリアの指揮者。1955年から四半世紀にわたり日本で活躍した。

## 経歴
イタリア王国プーリア州バーリに生まれる。1925年ローマの名門、国立サンタ・チェチーリア音楽院に入学する。ピアノとパイプオルガンをラッファエーレ・マナーリ、指揮をベルナルディーノ・モリナーリ、作曲をアレッサンドロ・ブティーニ、オットリーノ・レスピーギに師事し、バチカン市国国立聖音楽研究所に於いてグレゴリオ聖歌の研究を深め、パイプオルガンのレジスター及び構造での博士号を修得する。1934年6月に同音楽院を卒業後、11月にはローマ王立歌劇場指揮者に就任する。
1935年4月にジュゼッペ・ヴェルディ作曲の歌劇「リゴレット」でデビューする。ローマ王立歌劇場では、当時総監督兼正指揮者であった大作曲家ピエトロ・マスカーニやトゥリオ・セラフィンの副指揮を務め、劇場付歌手養成所においてフランコ・コレッリを育てる。後に正指揮者となり20年間同劇場に所属する。その間、ベルリン国立歌劇場、ウィーン国立歌劇場、スペイン、ポルトガルの国立歌劇場でも客員指揮をする。1937年、ローマの代表的な野外歌劇場であるカラカラ帝浴場跡野外歌劇場での公演が始まる。ここでもヴェルディ作曲の歌劇「アイーダ」「椿姫」ジャコモ・プッチーニ作曲の歌劇「西部の娘」「トゥーランドット」他、数多くの歌劇、バレー曲を指揮する。同時にイタリア国立放送局交響楽団（RAI）の指揮も務める。
1954年4月に、ローマ大学東洋文化研究科教授ジュゼッペ・トゥッチ博士と東洋哲学者ジョヴァンニ・ジェンティーレ博士等によって1933年に創設されたイタリア国立中東極東文化研究所と日本国文部省との文化交流使節団の一団長として来日する。日本国文部省より招聘外人教師として九州の宮崎大学学芸学部で音楽理論の教壇に立つ。1955年より東京フィルハーモニー交響楽団の常任指揮者も務め、多くのイタリア曲を日本に紹介すると共に、東京フィルハーモニーの演奏活動に多くの貢献を成す。
1956年一旦帰国、1959年再び来日して大阪学芸大学で教鞭を執り、1963年からは東京藝術大学に移りオペラ科の指導に当り、1964年より二期会の常任指揮者も務める。
東京藝術大学大学院オペラ科で16年間客員教授として教鞭を執り、1979年3月31日付で退官、東京藝術大学名誉教授と成り、同年母国イタリアへ帰国。古巣であるローマ歌劇場の真向かいに住居を構え余生を送る。1992年（平成4年）7月24日ローマの自宅にて死去。83歳。

## 主な名誉称号、勲章
- 1972年（昭和47年）12月　イタリア国よりUfficiale dell'OMRIを受賞
- 1979年（昭和54年）3月　東京藝術大学名誉教授
- 1979年（昭和54年）4月　昭和音楽短期大学名誉教授
- 1986年（昭和61年）11月　勲三等瑞宝章受章
- 1988年（昭和63年）4月　岡野賞受賞

## 1955年（昭和30年）からの日本に於ける主な指揮活動
1955年10月　第31回東京フィルハーモニー交響楽団（東フィル）定期演奏会
1955年12月　第33回東フィル定期演奏会
1956年3月　第35回東フィル定期演奏会　この時、ヴォルフ＝フェラーリ作曲「オーボエと小オーケストラのための牧歌的小協奏曲」が日本初演（独奏は鈴木清三）された。
1956年5月　第36回東フィル定期演奏会
1956年10月　第38回東フィル定期演奏会
1956年6月　藤原歌劇団　歌劇「蝶々夫人」
1960年8月　都民劇場演劇サークル第131回定期公演　歌劇「マノン」
1961年2月　第57回東フィル定期演奏会指揮
1961年3月　都民劇場音楽サークル第87回定期公演　歌劇「リゴレット」
1963年6月　第75回東フィル定期演奏会
1971年7月　藤原歌劇団　歌劇「蝶々夫人」
1972年11月　第246回日本フィルハーモニー交響楽団定期演奏会
1973年10月　第255回日本フィルハーモニー交響楽団定期演奏会
1976年11月　藤原歌劇団　歌劇「トスカ」指揮